# 愛ってなんだろ
『愛ってなんだろ』（あいってなんだろ）は、1973年5月2日に公開された天地真理と森田健作が主演した日本映画。広瀬襄の監督デビュー作。松竹・渡辺プロダクション提携作品。松竹受託配給。
おもちゃメーカーでデザイナー浅見麻里子（天地真理）と、企画担当の新人・河内俊二（森田健作）のラブストーリーを軸に、麻里子の叔父（田中邦衛）の恋物語をからめながら、随所に天地真理の歌唱シーンが用意されたアイドル映画。

## キャスト
- 浅見麻里子：天地真理
- 河内俊二：森田健作
- 孝子：小鹿ミキ
- 人気歌手 水野明：尾藤イサオ
- 専務の息子 青木：小松政夫
- 悦子：岩崎和子
- 京子：中川加奈
- 平吉：佐藤蛾次郎
- ちんぴら：レツゴー三匹
- 歌手：井上順
- 麻里子の叔父 浅見才太郎：田中邦衛
- 小料理屋の常連客 植村：谷啓
- 鬼頭：ありま双兵
- 麻里子の祖母 りく：賀原夏子
- 昌江：呉恵美子
- 小料理屋 おかみ 志津：川口敦子
- 社長：太宰久雄
- 秘書：小島三児
- エミ：長谷川コッパ
- のぶ子：降旗文子
- 警官：安田伸

## スタッフ
- 監督：広瀬襄
- 製作：沢村国男、井澤健
- 脚本：田波靖男
- 音楽：竜崎孝路
- 撮影：高羽哲夫
- 編集：石井巌
- 美術：重田重盛
- 照明：青木好文
- 録音：小林英男
- 助監督：植村信吉

## 主題歌
若葉のささやき
※主題歌の「若葉のささやき」の他に、挿入歌として、天地真理の「ふたりの日曜日」「虹をわたって」「ひとりじゃないの」など数曲のほか、
森田健作、尾藤イサオの歌唱シーンもある。